# Delosperma luteum
Delosperma luteum är en isörtsväxtart som beskrevs av L. Bol.. Delosperma luteum ingår i släktet Delosperma, och familjen isörtsväxter. Inga underarter finns listade i Catalogue of Life.